# 原色の想像力
『原色の想像力』（げんしょくのそうぞうりょく）は、東京創元社が刊行するSFアンソロジー。主に創元SF短編賞の受賞作、最終候補作から収録作品が選ばれている。2010年より、創元SF文庫から刊行されている。

## 編者
創元SF短編賞の選考委員がそのまま編者を務めている。
- 原色の想像力：大森望、日下三蔵、山田正紀
- 原色の想像力〈2〉：大森望、日下三蔵、堀晃

## 刊行
- 『原色の想像力』（2010年12月24日、創元SF文庫）
- 『原色の想像力〈2〉』（2012年3月23日、創元SF文庫）

### 収録作リスト
毎回、収録作品を対象とした人気投票が開催されており、1～3位まで発表される。

#### 『原色の想像力』
| 作者             | タイトル                     | 備考                          | 人気投票 |
| ---------------- | ---------------------------- | ----------------------------- | -------- |
| 高山羽根子       | 「うどん キツネつきの」      | 第1回創元SF短編賞 佳作        | 2位      |
| 端江田仗         | 「猫のチュトラリー」         | 第1回創元SF短編賞 最終候補    |          |
| 永山驢馬         | 「時計じかけの天使」         | 第1回創元SF短編賞 最終候補    |          |
| 笛地静恵         | 「人魚の海」                 | 第1回創元SF短編賞 最終候補    |          |
| おおむらしんいち | 「かな式 まちかど」          | 第1回創元SF短編賞 最終候補    | 同3位    |
| 亘星恵風         | 「ママはユビキタス」         | 第1回創元SF短編賞 最終候補    | 同3位    |
| 山下敬           | 「土の塵」                   | 第1回創元SF短編賞 日下三蔵賞  |          |
| 宮内悠介         | 「盤上の夜」                 | 第1回創元SF短編賞 山田正紀賞  | 1位      |
| 坂永雄一         | 「さえずりの宇宙」           | 第1回創元SF短編賞 大森望賞    |          |
| 松崎有理         | 「ぼくの手のなかでしずかに」 | 第1回創元SF短編賞受賞後第一作 |          |

#### 『原色の想像力〈2〉』
| 作者           | タイトル                       | 備考                          | 人気投票 |
| -------------- | ------------------------------ | ----------------------------- | -------- |
| 空木春宵       | 「繭の見る夢」                 | 第2回創元SF短編賞 佳作        | 2位      |
| わかつきひかる | 「ニートな彼とキュートな彼女」 | 第2回創元SF短編賞 最終候補    |          |
| オキシタケヒコ | 「What We Want」               | 第2回創元SF短編賞 最終候補    | 1位      |
| 亘星恵風       | 「プラナリアン」               | 第2回創元SF短編賞 最終候補    |          |
| 片瀬二郎       | 「花と少年」                   | 第2回創元SF短編賞 大森望賞    |          |
| 志保龍彦       | 「Kudanの瞳」                  | 第2回創元SF短編賞 日下三蔵賞  |          |
| 忍澤勉         | 「ものみな憩える」             | 第2回創元SF短編賞 堀晃賞      |          |
| 酉島伝法       | 「洞の街」                     | 第2回創元SF短編賞受賞後第一作 | 3位      |

## 映像化作品
- 永山驢馬「時計じかけの天使」[1]：世にも奇妙な物語 2011年 秋の特別編（2011年11月26日、フジテレビ） - 「いじめられっこ」に改題
- わかつきひかる「ニートな彼とキュートな彼女」[2]：世にも奇妙な物語 2014年 春の特別編（2014年4月5日、フジテレビ）